# Добротин (Подујево)
Добротин (алб. Dobratin) је насељено место у општини Подујево, Косово и Метохија, Република Србија.

## Демографија
| Демографија | Демографија | Демографија |
| Година      | Становника  | Становника  |
| ----------- | ----------- | ----------- |
| 1948.       | 944         |             |
| 1953.       | 1.019       |             |
| 1961.       | 1.094       |             |
| 1971.       | 1.227       |             |
| 1981.       | 1.329       |             |
| 1991.       | 1.537       |             |